# Melchor Cano
Melchor Cano (ur. w 1509 w Tarancón, zm. 30 września 1560 w Toledo) – hiszpański teolog z nurtu scholastycznego, biskup Wysp Kanaryjskich w latach 1552–1554.

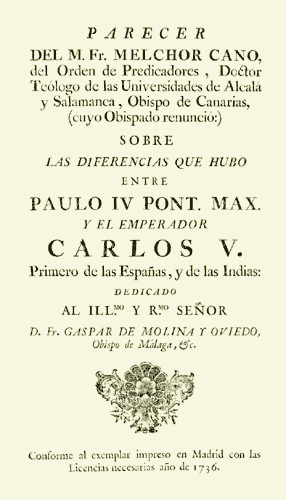
Parecer del M. fr. Melchor Cano dado al Señor Emperador Carlos V (1555).

## Życie i działalność
Urodził się w Tarancón, w Nowej Kastylii. Wstąpił do dominikanów w Salamance, gdzie w 1546 r. zastąpił Franciszka de Vitoria na katedrze teologii Uniwersytetu w Salamance. Był człowiekiem głębokiej wiedzy i  niezależnego umysłu. Cechowała go jednak pycha i niechęć do teologów, z którymi się nie zgadzał. Jego głównym oponentem był Bartłomiej Carranza, także dominikanin, a później arcybiskup Toledo. Uniwersytet był podzielony na dwie szkoły, do których należeli uczniowie obydwu profesorów. Cano był nieprzejednany w zwalczaniu swego współbrata, oskarża się go, że wziął udział w podejrzeniu go o herezję. Oskarżenia te jednak obalił dominikański historyk biograf o. Touron. Z jego sprzeciwem spotkało się także nowo założone Towarzystwo Jezusowe – jezuici. Miał przeciwdziałać utworzeniu ich domu w Salamance. Jego polemika "Crisis de la Compañía de Jesús", opublikowana pierwszy raz w czasie zawieszenia działalności Towarzystwa, została wycofana z obiegu w 1777 r. Kolejne wydanie ukazało się w Barcelonie w 1900 r. W 1551 r. cesarz Karol V Habsburg wysłał go, razem z innym dominikaninem, Domingiem de Sotą, na Sobór trydencki (1545-1563 r.), w który wniósł spory wkład. Już w 1552 r., za namową jezuitów, został mianowany biskupem na odległych  Wyspach Kanaryjskich. Jednak rok później, dzięki protekcji syna cesarza, Filipa II Habsburga został przeniesiony do Valladolid jako rektor kolegium św. Jerzego. W 1557 r. został wybrany przeorem klasztoru św. Sebastiana w Salamance, a rok później prowincjałem dominikańskiej prowincji Kastylii.

## Teologia

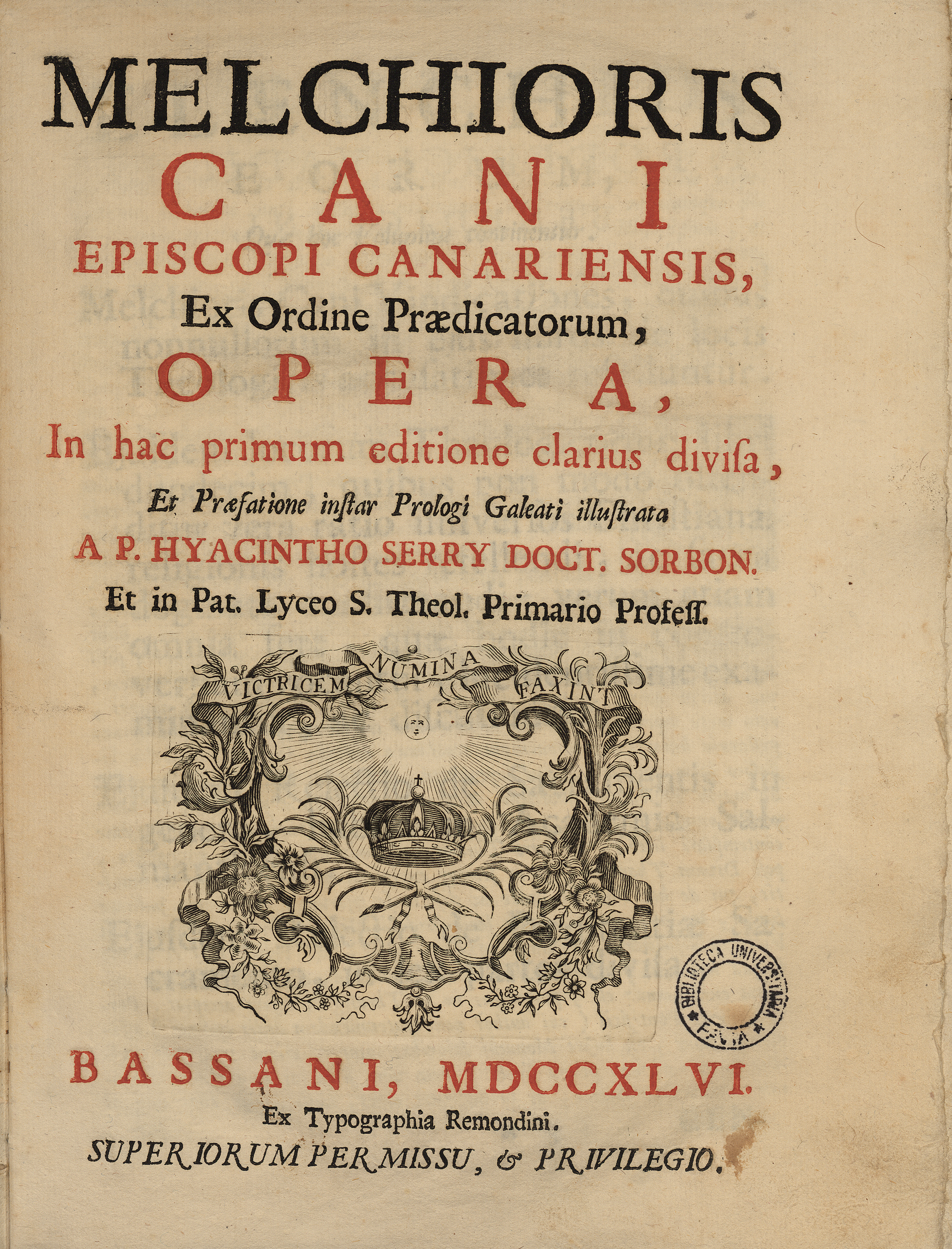
Opera, 1746

W 1556 r. napisał książkę Consultatio theologica, broniącą praw króla Hiszpanii wobec władzy papieskiej.
Cano bezspornie zasłużył sobie na miejsce w historii teologii książką De Locis theologicis, wydaną pośmiertnie w Salamance w 1562 r. Dzieło to powstało pod wpływem nowych idei Renesansu. Cano podjął w nim próbę uwolnienia teologii dogmatycznej z pustych subtelnych rozważań teologii szkolnej, w które wprowadzili ją teolodzy późnego średniowiecza. Jego intencją był powrót do pierwszych zasad teologii, przywracając jej zasady i metodę godną naukowego podejścia. Poddawał badaniu wiarygodność źródeł historycznych. Przekonywał, że jeśli wszyscy poważni historycy zgadzają się z danym wydarzeniem, to powinniśmy im wierzyć, nawet jeśli nie wydaje się prawdopodobne. Inaczej "Byłoby to tak, jakby ludzie z basenu śródziemnomorskiego zaprzeczali istnieniu oceanu ... lub, w rzeczy samej, śmialibyśmy się z tego, kto opowiada o słoniach."